# 白柳镇
白柳镇，是中华人民共和国陕西省安康市旬阳市下辖的一个行政建制镇。
2011年，陕西省人民政府调整全省乡镇，张坪乡并入。时张坪乡管辖子房村、周庄村、峰溪村、松垭村、佛洞村。

## 行政区划
白柳镇下辖以下地区：
柳村坝社区、柳村社区、前坪村、十里洼村、白岩村、西沟河村、陈家庵村、老龙沟村、双庙垭村、白桑园村、唐家院村、子房村、周庄村、峰溪村、松垭村和佛洞村。

## 交通
- 西康铁路：旬阳北站